# Estoppel
Estoppel (łac. venire contra factum proprium) – przeszkoda niepozwalająca stronie na powołanie się na fakty czy okoliczności sprzeczne z jej poprzednimi oświadczeniami lub czynnościami.
Podmiot prawa, jeśli trwał przy określonej praktyce, nie może powoływać się na bezprawność tej praktyki lub jej niewiążący charakter, o ile inny podmiot prawa przyjmował tę praktykę w dobrej wierze i poniósłby szkody w wyniku zmiany tej praktyki.
Zasada stosowana w sądownictwie arbitrażowym i wewnętrznym anglosaskim, odgrywa istotne znaczenie we współczesnym międzynarodowym prawie publicznym. Sprowadza się ona w tym prawie do łacińskiej paremii non concedit venire contra factum proprium (nie pozwalać sobie na działanie sprzeczne z własnymi czynami). Na zasadę estoppel („nie zaprzeczania sobie”) można się powołać, gdy czyn został dokonany przez kompetentny organ państwowy i zaakceptowany przez drugie państwo, które opierając się na tym czynie, podjęło własne działanie.

## Etymologia
Według słownika Webstera, termin estoppel wywodzi się ze starofrancuskiego estoupail oznaczającego czop, szpunt (ang. bung).
 Zapoznaj się z zastrzeżeniami dotyczącymi pojęć prawnych w Wikipedii.